# فرودگاه کمپوو کواترو میلپاز
فرودگاه کمپوو کواترو میلپاز (به انگلیسی: Campo Cuatro Milpas Airport) (به زبان بومی: Aeropuerto Nacional Campo Cuatro Milpas) یک فرودگاه همگانی است که یک باند فرود آسفالت دارد و طول باند آن ۱۹۶۹ متر است. این فرودگاه در کشور مکزیک قرار دارد و در ارتفاع ۲۸ متری از سطح دریا واقع شده‌است.

## شرکت‌های هواپیمایی و مقصدهای پروازی
| شرکت‌های هواپیمایی | مقصدهای پروازی |
| ----------------- | -------------- |
| Aéreo Calafia     | کابو سن لوکاس  |